# Pedro López Usó
Pedro López Usó (nacido el 14 de agosto de 1999 en Burriana, Castellón, España) es un jugador profesional español de baloncesto, que puede de ala-pívot y actualmente juega en el Damex Udea Algeciras de la Liga LEB Plata.

## Biografía
Es un jugador llegó al TAU Castelló con apenas 15 años cuando era cadete y formaría parte de la generación del 99 que consiguió jugar un Campeonato de España cadete, siendo el primer equipo del club que lo conseguía. 
En la temporada 2016-17, con apenas 17 años debutó con el primer equipo en Liga LEB Oro. 
En las siguientes temporadas alternaría el filial castellonense de Liga EBA con apariciones con el primer equipo de Liga LEB Oro.
En la temporada 2020-21, firma por el FC Cartagena Baloncesto de Liga EBA, con el que lograría el ascenso a Liga LEB Plata.
En la temporada 2021-22, regresa al TAU Castelló para alternar el filial castellonense de Liga EBA con apariciones con el primer equipo de Liga LEB Oro.
El 29 de julio de 2023, es confirmado como jugador de la primera plantilla del TAU Castelló para disputar la Liga LEB Oro.
El 9 de julio de 2024, firma por el Damex Udea Algeciras de la Liga LEB Plata.